# Victor Kugler
Victor Gustav Kugler (6. června 1900 Vrchlabí – 14. prosince 1981 Toronto) byl německý obchodník, který pomáhal rodině a přátelům Anny Frankové během nacistické okupace Nizozemska. V deníku Anny Frankové je označován jménem pan Kraler.

## Životopis

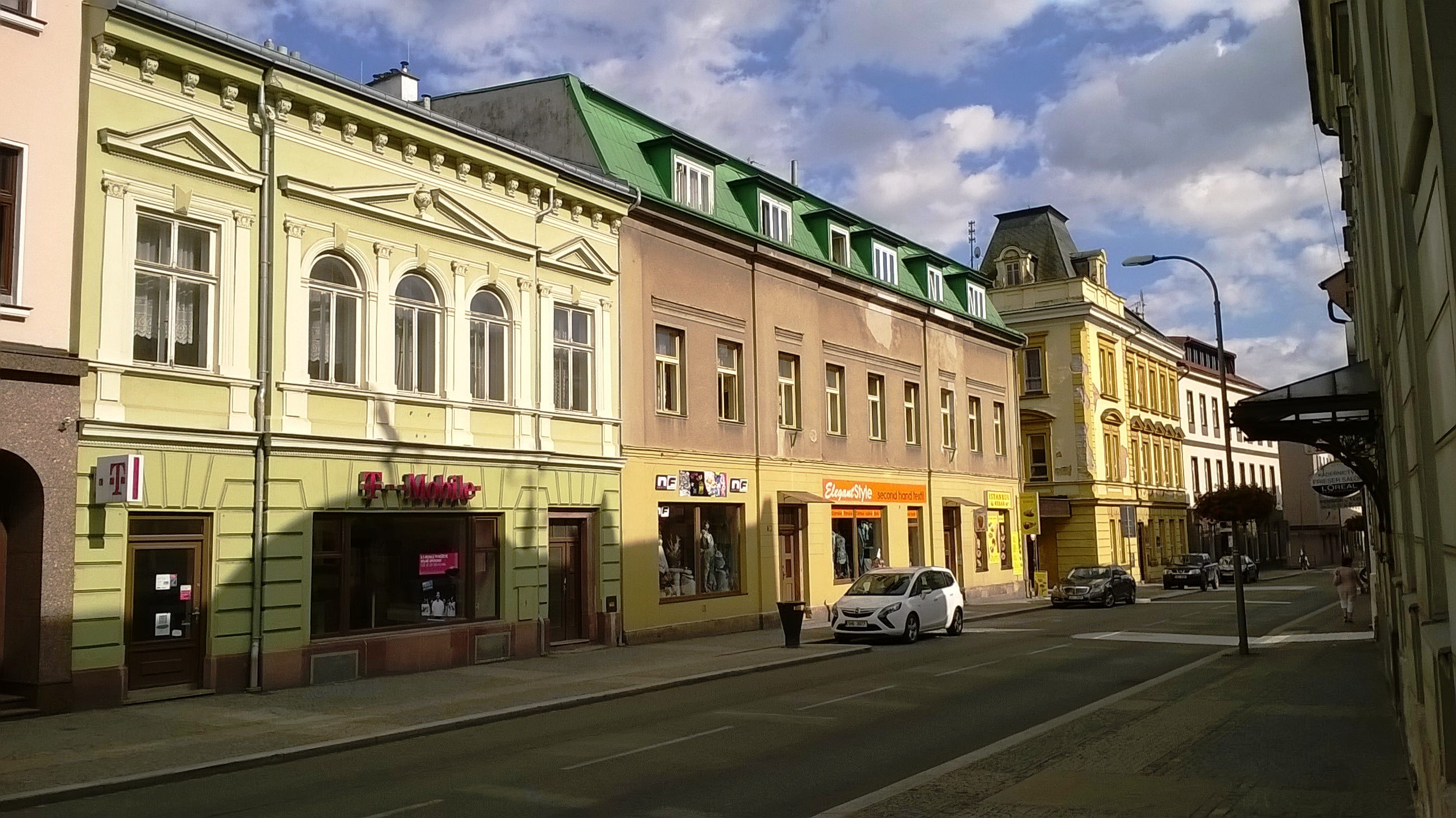
Rodný dům Victora Kuglera (druhý zprava)

### Mládí a studia
Victor Gustav Kugler se narodil 6. června 1900 v domě čp. 119 (dnes dům čp. 150) na Krkonošské ulici v tehdy převážně německy mluvícím Vrchlabí (něm. Hohenelbe) jako nemanželský syn švadleny Emilie Kuglerové. Otec byl neznámý. Jeho dědem byl Anton Kugler, podsládek v místním pivovaru. Pokřtěn byl Theofilem Fišerou 10. června téhož roku.
Ve svých deseti letech se se svou matkou a otčímem přestěhoval do nedalekého Podhůří. Studoval na střední škole ve Vrchlabí. Roku 1917 vstoupil do rakouského námořnictva, byl však raněn a vrátil se domů. Po první světové válce se vrátil do německého Gladbecku, kde pracoval jako elektrikář.

### Setkání s rodinou Frankových
V roce 1920 se přestěhoval do nizozemského Utrechtu, kde pracoval pro společnost prodávající pektin. Zde se seznámil se svou manželkou Laurou Buntenbachovou. Společnost jej poslala, aby připravil založení pobočku firmy Opekta v Amsterdamu, avšak neuspěl a přípravou byl pověřen Otto Frank. O čtyři roky později se stal jedním z prvních zaměstnanců amsterdamské pobočky společnosti Opekta, kde se stal zástupcem Otty Franka. Nizozemské občanství získal v květnu 1938.

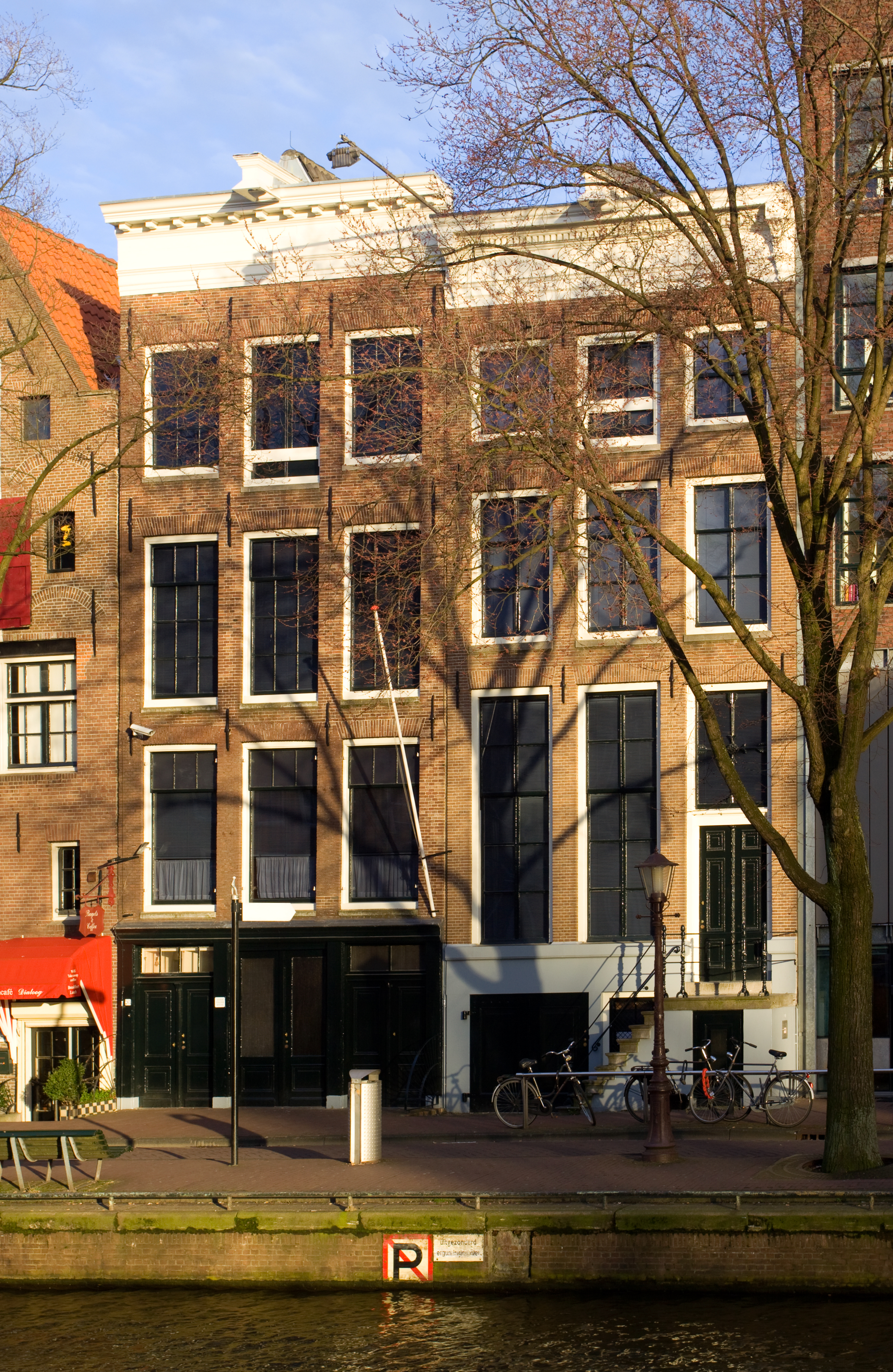
Dům společnosti Opecta, kde Victor Kugler pracoval a kde se ukrývala rodina Frankových

### Druhá světová válka
Po nacistické okupaci Nizozemska se stal vedoucím firmy, neboť nebyl židovského původu. Firma byla přejmenována na Gies & Co. Během války žil se svou manželkou v Hilversumu, asi 26 kilometrů od Amsterdamu.
Od července 1942 do srpna 1944 pomáhal v utajování rodiny Frankových. Každý den je navštěvoval a nosil jim jídlo, noviny atd. Snažil se jim předávat pouze dobré zprávy, aby udržel jejich morálku. Spolu s ním pomáhali i další zaměstnanci firmy: Miep Giesová, Johannes Kleiman a Bep Voskuijová.
Dne 4. srpna 1944 byla skupina prozrazena. Kugler musel po nátlaku odsunout knihovnu a první, koho spatřil, byla Edith Franková. Victor Kugler byl vyslýchán v sídle gestapa v ulici Euterpestraat v Amsterdamu, téhož dne pak byl převezen do vězení pro Židy a „politické vězně“, kteří čekali na deportaci. Dne 7. září byl umístěn do cely s lidmi odsouzenými k smrti ve věznici Weteringschans. O čtyři dny později, 11. září, následoval transport do koncentračního tábora v Amersfoortu, kde byl vybrán pro transport do Německa. 17. září však bylo zničeno vlakové nádraží při Amersfoortu a 26. září byl spolu s dalšími 1 100 muži odvezen do Zwolle na nucené práce. Znovu byl přesunut 30. prosince 1944 do Wagenigenu. Dne 28. března 1945 během dalšího přesunu z Wagenigenu do Zevenaaru došlo k náletu a Kugler využil zmatku k útěku. Skrýval se u místního farmáře a po několika dnech si vypůjčil kolo a vrátil se do svého domova v Hilversum. Tam se skrýval až do osvobození Nizozemska 5. května 1945.

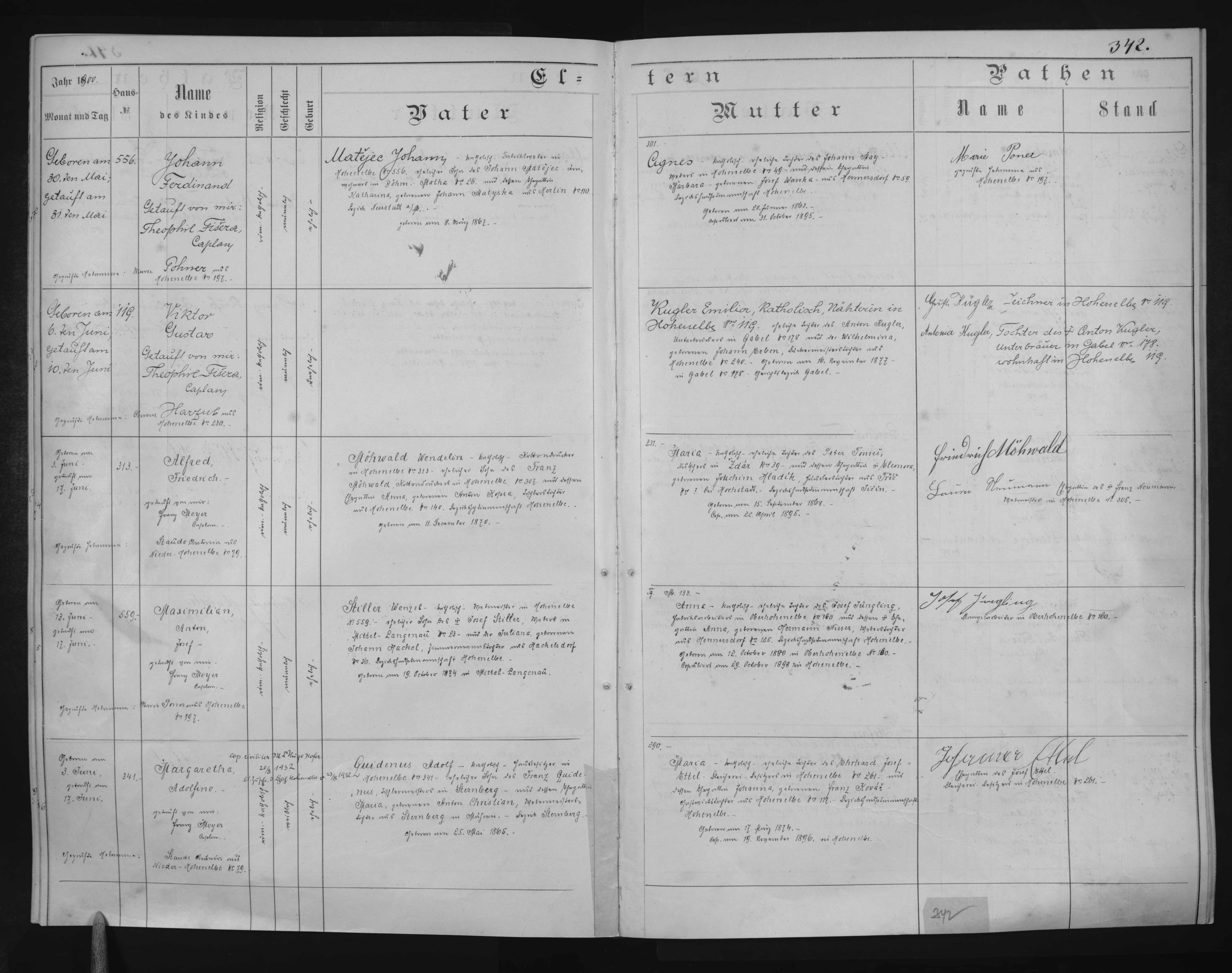
Záznam o narození Victora Kuglera ve vrchlabské farní matrice (druhý seshora)

### Po válce
Po druhé světové válce se na krátkou dobu vrátil do firmy Gies & Co. V roce 1952 zemřela jeho žena a o tři roky později se Victor Kugler oženil s Lucií van Lagenovou a v tom samém roce emigroval do Kanady, kde již žila rodina van Lagenové. Pracoval zde jako obchodník s kořením, elektrikář a pojišťovací agent. Roku 1958 se objevil v kanadské televizní show To Tell The Truth (Říct pravdu).
Roku 1973 obdržel čestný titul od památníku Jad vašem Spravedlivý mezi národy. Ke konci svého života trpěl Alzheimerovou chorobou. Victor Kugler zemřel 14. prosince 1981 v kanadském Torontu.

## Vzpomínka
Viktor Kugler, na rozdíl od Giesové, Kleimana a Voskuijové, nebyl po válce příliš zmiňován a jeho příběh byl zapomenut. Stalo se tak kvůli jeho němectví a následné emigraci do Kanady. 
Ve filmu Deník Anny Frankové z roku 1980 jej hraje Erik Holland.
V roce 2017 byla z iniciativy Jana Kirschnera ze Českého evangelického sboru v České Lípě a presbyterky, disidentky a bývalé učitelky Hany Jüptnerové umístěna na dům čp. 150 v Krkonošské ulici ve Vrchlabí umístěna pamětní deska.